# 劍龍猛虎
劍龍 猛虎（けんりゅう たけとら、1932年1月15日 - 1998年1月25日）は、時津風部屋に所属した元力士。元関脇・巨砲丈士の実父。本名は松本 隆一（まつもと りゅういち）。現在の福岡県嘉麻市出身。168cm、81kg。最高位は東十両筆頭。得意技は左四つ、下手投げ。

## 経歴
1947年6月場所に初土俵。1953年3月場所に十両昇進。1955年5月場所は東十両筆頭まで躍進したが5勝10敗と負け越し、ついに入幕はならず、右膝の負傷で途中休場した1957年5月場所限りで廃業した。

## 主な成績
- 通算成績：225勝209敗22休 勝率.518
- 十両成績：103勝131敗6休 勝率.440
- 現役在位：34場所
- 十両在位：16場所

### 場所別成績
| 1947年 （昭和22年） | x                          | x                | 新序 3–2                | 西序ノ口3枚目 2–4  |
| 1948年 （昭和23年） | x                          | x                | 西序ノ口筆頭 5–1        | 東序二段11枚目 3–3 |
| 1949年 （昭和24年） | 西序二段5枚目 9–3          | x                | 東三段目12枚目 7–8      | 西三段目13枚目 8–7 |
| 1950年 （昭和25年） | 東三段目11枚目 休場 0–0–15 | x                | （番付外）              | 東序二段 10–4–1    |
| 1951年 （昭和26年） | 西三段目31枚目 12–3        | x                | 西三段目9枚目 10–5      | 西幕下26枚目 8–7   |
| 1952年 （昭和27年） | 東幕下20枚目 7–8           | x                | 東幕下21枚目 9–6        | 西幕下11枚目 9–6   |
| 1953年 （昭和28年） | 西幕下5枚目 10–5           | 西十両18枚目 6–9 | 東幕下筆頭 5–3          | 東十両18枚目 8–7   |
| 1954年 （昭和29年） | 東十両17枚目 3–12          | 東幕下2枚目 5–3  | 東十両21枚目 9–6        | 東十両17枚目 10–5  |
| 1955年 （昭和30年） | 西十両8枚目 8–7            | 東十両6枚目 10–5 | 東十両筆頭 5–10         | 東十両5枚目 4–11   |
| 1956年 （昭和31年） | 東十両9枚目 3–12           | 西十両19枚目 6–9 | 東十両22枚目 11–4       | 東十両13枚目 4–11  |
| 1957年 （昭和32年） | 西十両20枚目 8–7           | 東十両17枚目 6–9 | 東十両20枚目 引退 2–7–6 | x                  |
| 各欄の数字は、「勝ち-負け-休場」を示す。 優勝 引退 休場 十両 幕下 三賞：敢=敢闘賞、殊=殊勲賞、技=技能賞 その他：★=金星 番付階級：幕内 - 十両 - 幕下 - 三段目 - 序二段 - 序ノ口 幕内序列：横綱 - 大関 - 関脇 - 小結 - 前頭（「#数字」は各位内の序列） |                            |                  |                         |                    |

## 改名歴
- 松本 隆一（まつもと りゅういち）1947年6月場所 - 1950年9月場所
- 陣太刀 隆一（じんだち りゅういち）1951年1月場所 - 1953年9月場所
- 劍龍 猛虎（けんりゅう たけとら）1954年1月場所 - 1957年5月場所